# Peperomia turfosa
Peperomia turfosa är en pepparväxtart som beskrevs av C. Dc.. Peperomia turfosa ingår i släktet peperomior, och familjen pepparväxter. Inga underarter finns listade i Catalogue of Life.